# Psychologia ekonomiczna
Psychologia ekonomiczna jest dyscypliną, która zajmuje się mechanizmami i procesami psychicznymi leżącymi u podstaw zachowań konsumenckich i innych zachowań ekonomicznych. 
Bada, jaki wpływ na te zachowania mają preferencje, wybory, decyzje i inne czynniki. Zajmuje się również konsekwencjami decyzji, szczególną wagę przywiązując do kwestii zaspokojenia potrzeb. Ponadto zajmuje się wpływem zjawisk ekonomicznych na ludzkie zachowanie i poczucie dobrobytu. Wnioski dotyczą zarówno zachowań indywidualnych, decyzji podejmowanych przez gospodarstwa domowe, jak też skali makro, obejmującej całe narody.